# Йеппесен, Ларс Крог
Ларс Крог Йеппесен (дат. Lars Krogh Jeppesen; род. 5 марта 1979, Видовре) — датский гандболист, выступает за германские клубы "Фленсбург-Хандевитт", «ГК Киль» и сборную Дании.

## Карьера

### Клубная
Ларс Крог Йеппесен начал профессиональную карьеру в клубе Аведоре. В 1997 году Йеппесен перешёл в Team Helsinge. В 2000 году Ларс Крог Йеппесен перешёл в Фленсбург-Хандевитт. В составе Фленсбург-Хандевитт Йеппесен стал чемпионом Германии. В 2004 году Ларс Крог Йеппесен перешёл в испанский клуб ГК Барселона. Йеппесен, в составе клуба ГК Барселона выиграл чемпионат Испании. В 2006 году Ларс Крог Йеппесен перешёл в немецкий клуб ГК Киль. В составе ГК Киль Йеппесен выиграл чемпионат Германии. Йеппесен в составе ГК Киль, во всех турнирах сыграл 16 матчей и забросил 24 гола. В 2007 году Ларс Крог Йеппесен перешёл в датский клуб Бьеррингбро-Силькеборг. В сезоне 2010/11 и сезоне 2013/14 Йеппесен выступал за датский клуб Колдинг. В сезоне 2013/14 Йеппесен, выступая за Колдинг, выиграл чемпионат Дании. В 2011/12 Ларс Крог Йеппесен выступал за датский клуб ГК Фюн. 

### В сборной
Ларс Крог Йеппесен выступает за сборную Дании. Ларс Крог Йеппесен сыграл за сборную Дании 135 матчей и забросил 384 голов

## Тренерская карьера
В 2012 году Ларс Крог Йеппесен работал помощником тренера в клубе Колдинг. В 2014 году Ларс Крог Йеппесен работал помощником тренера в клубе Team Esbjerg. С 2017 года Ларс Крог Йеппесен стал помощником тренера датского клуба SønderjyskE. 

## Титулы
- Чемпион Дании: 2014
- Чемпион Германии: 2004, 2007
- Чемпион Испании: 2006
- Кубок Дании: 2014
- Кубок Германии: 2003, 2004, 2007
- Лига чемпионов ЕГФ: 2005, 2007
- Кубок ЕГФ: 2001
- чемпион Европы: 2008

## Статистика
Статистика Ларса Крога Йеппесена
| Сезон                | Клуб                | Лига              | Матчи | Голы | 7-метр | Голы |
| -------------------- | ------------------- | ----------------- | ----- | ---- | ------ | ---- |
| 2000/2001            | Фленсбург-Хандевитт | Бундеслига        | 38    | 93   | 4      | 89   |
| 2001/02              | Фленсбург-Хандевитт | Бундеслига        | 33    | 150  | 0      | 150  |
| 2002/03              | Фленсбург-Хандевитт | Бундеслига        | 33    | 131  | 0      | 131  |
| 2003/04              | Фленсбург-Хандевитт | Бундеслига        | 34    | 160  | 1      | 159  |
| 2004/05              | ГК Барселона        | Чемпионат Испании |       | 98   | 28     | 70   |
| 2005/06              | ГК Барселона        | Чемпионат Испании | 25    | 41   | 0      | 41   |
| 2006/2007            | ГК Киль             | Бундеслига        | 11    | 17   | 0      | 17   |
| 2000-2004; 2006-2007 | Итого               | Бундеслига        | 149   | 551  | 5      | 546  |